# Конец Мондра
Конец Мондра (Коне́ц-Мо́ндра) — деревня в Белозерском районе Вологодской области. Финское название деревни.
Входит в состав Панинского сельского поселения, с точки зрения административно-территориального деления — в Панинский сельсовет.
По данным на 1930—1940-е годы в деревне было около 30 домов.
Расстояние по автодороге до районного центра Белозерска — 84 км, до центра муниципального образования деревни Панинская — 17 км. Ближайшие населённые пункты — Ганютино, Карпово, Урицкое.
По переписи 2002 года население — 25 человек (11 мужчин, 14 женщин). Всё население — русские.
В деревне расположены памятники архитектуры дом П. Е. Кузнецова, дом К. Г. Нестерова и амбар.